# AKV (Planung und Organisation)
Mit AKV bzw. AKV-Prinzip wird eine Technik zur Analyse und Darstellung von Aufgaben, Kompetenzen und Verantwortlichkeiten einer Person bzw. ihrer Funktion oder Stelle bezeichnet.
Dabei liegt zur Ausgestaltung einer Funktionsbeschreibung folgende Unterscheidung zugrunde:
- Aufgaben: die 3–5 Hauptaufgaben (was ist zu tun)
- Kompetenz: welche Entscheidungsbefugnis ist zugewiesen und auch einzulösen (was soll entschieden werden)
- Verantwortung: welche Erwartung besteht an die Ergebnisse (woran wird der Erfolg des Handelns bemessen / evtl. KPIs)

Idealerweise stehen die drei Komponenten im Gleichgewicht, d. h. die Kompetenzen und Verantwortlichkeiten müssen ausreichend sein, um die gestellten Aufgaben erfüllen zu können (Kongruenzprinzip der Organisation). Mit der AKV-Technik können Über- und Unterversorgungen aufgedeckt werden.
Andererseits kann die AKV-Darstellung der Spezifizierung und Dokumentation der Vereinbarungen mit den Beteiligten dienen.

## Beispiel
| Rolle                 | Aufgaben                          | Kompetenzen                          | Verantwortlichkeiten                                                 |
| --------------------- | --------------------------------- | ------------------------------------ | -------------------------------------------------------------------- |
| Auftraggeber          | Kontrolle des Projektfortschritts | Projekt abbrechen                    | Verträglichkeit des Projekts mit der aktuellen Unternehmensstrategie |
| Projektleiter         | Gesamtprojekt leiten              | Unterschriftsvollmacht bis 100.000 € | Zeit-, Kosten- und Qualitätsziele für Gesamtprojekt                  |
| Teilprojektleiter TP1 | Teilprojekt TP1 leiten            | Unterschriftsvollmacht bis 10.000 €  | Zeit-, Kosten- und Qualitätsziele für Teilprojekt TP1                |